# Baldenhain
Baldenhain ist ein Ortsteil von Großenstein im Landkreis Greiz in Thüringen.

## Lage
Baldenhain liegt zwei Kilometer von Großenstein entfernt an der Landesstraße L 1081 im Ackerbaugebiet nördlich von Ronneburg. Die Flur des Dorfes ist durch begrünte Erosionsrinnen mit Bachläufen unterbrochen.

## Geschichte
Der Ort wurde am 8. Juni 1322 erstmals urkundlich erwähnt. Dabei fand ein Herr von Baldenhain Erwähnung. 1381 unterstand der Ort dem Rittergut Nöbdenitz.
In Baldenhain befindet sich eine kleine St. Petrus-Kirche. Sie wurde erstmals 1323 erwähnt und ist eine Filialkirche von Großenstein. Es handelt sich um eine Chorturmkirche mit romanischer Apsis und im 16. Jahrhundert erbautem Langhaus.
Im ehemaligen Ackerbauerdorf wohnen 100 Personen.

## Persönlichkeiten
- Siegfried Prößdorf (1939–1998) – Mathematiker, geboren in Baldenhain